# Футон

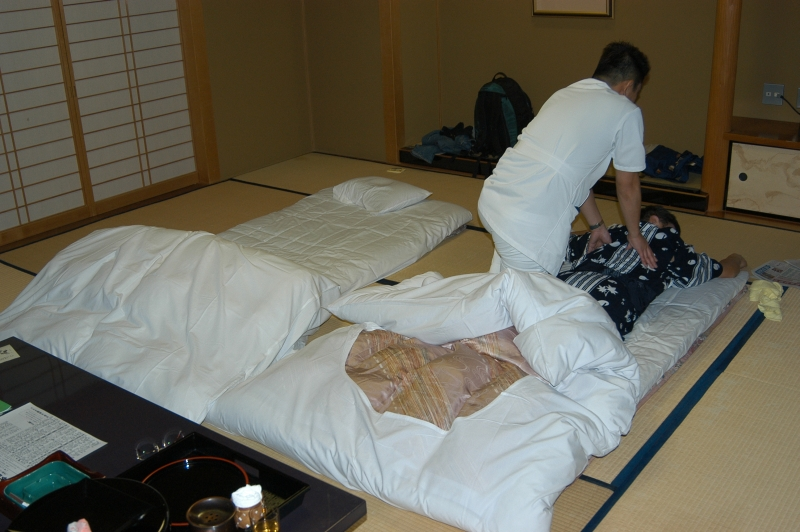
Японские футоны.

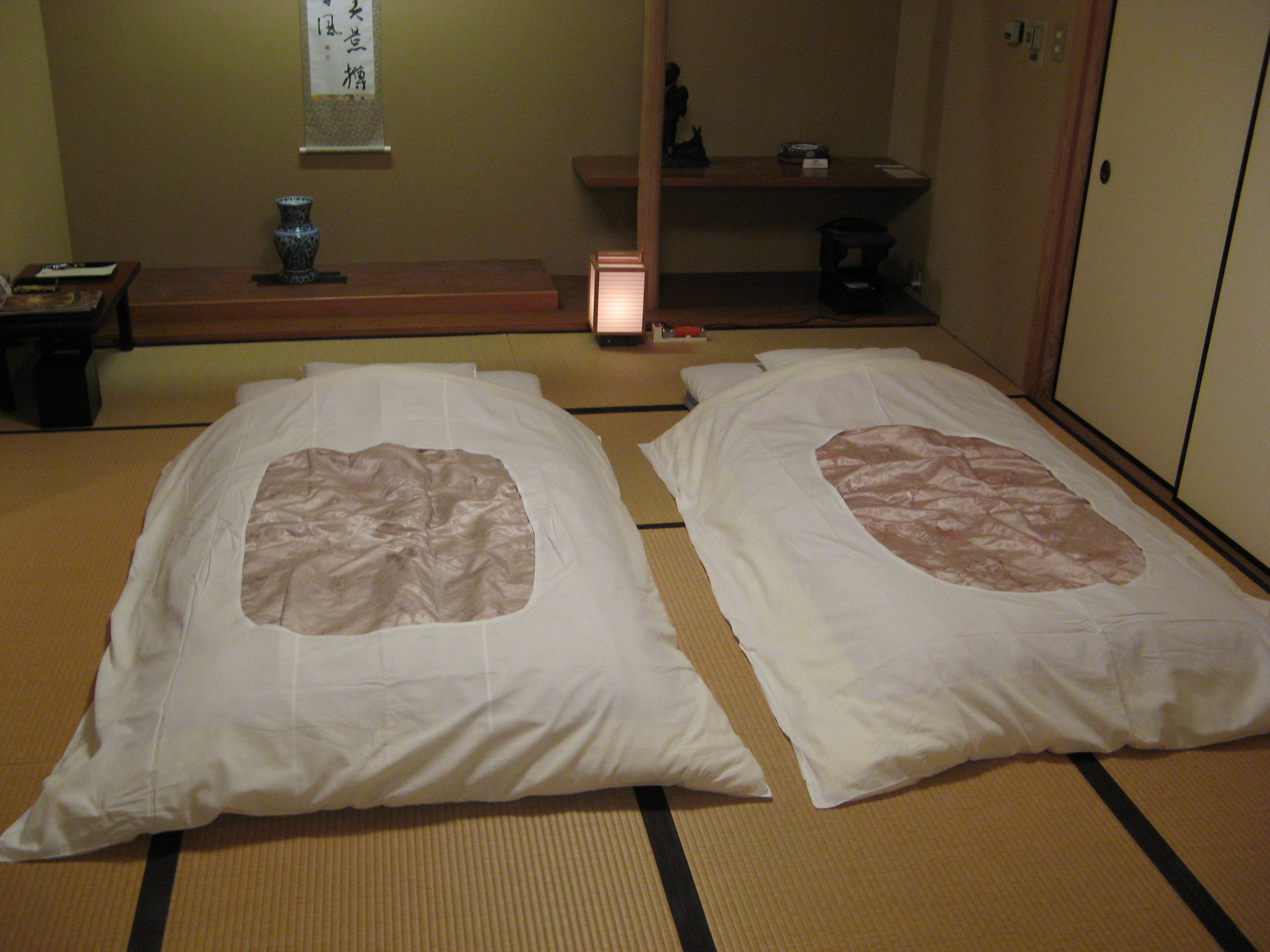
Футоны, разложенные для сна в гостинице Рёкан.

Футон (яп. 布団) — традиционная японская постельная принадлежность в виде толстого хлопчатобумажного матраса, расстилаемого на ночь для сна и убираемого утром в шкаф.
В XIII веке большинство японцев спало на соломенных циновках, но самые богатые японцы предпочитали спать на татами. Они были не такие мягкие, как современные футоны, а были твёрдыми и неудобными.
В XVII веке японцы начали использовать иные постельные принадлежности — хлопчатобумажные матрасы (футоны), набитые хлопком и шерстью. Первоначально они были слишком дорогие, и их покупали только самые богатые японцы. Один такой матрас мог стоить 1,2 млн иен. Позднее, в XVIII веке, такие матрасы стали более доступными и служили не только в качестве постели, но и использовались знатными японцами в качестве дорогих подарков. Подобные подарки богатые мужчины часто дарили женщинам, чтобы соблазнить их. Также их дарили любимым жёнам: чем выше муж ценил свою любимую, тем больше хлопчатобумажных матрасов было у неё.
В XIX веке, благодаря импорту сырого хлопка, цена на футоны упала и они стали доступны большинству японцев.